# Ooij (Berg en Dal)

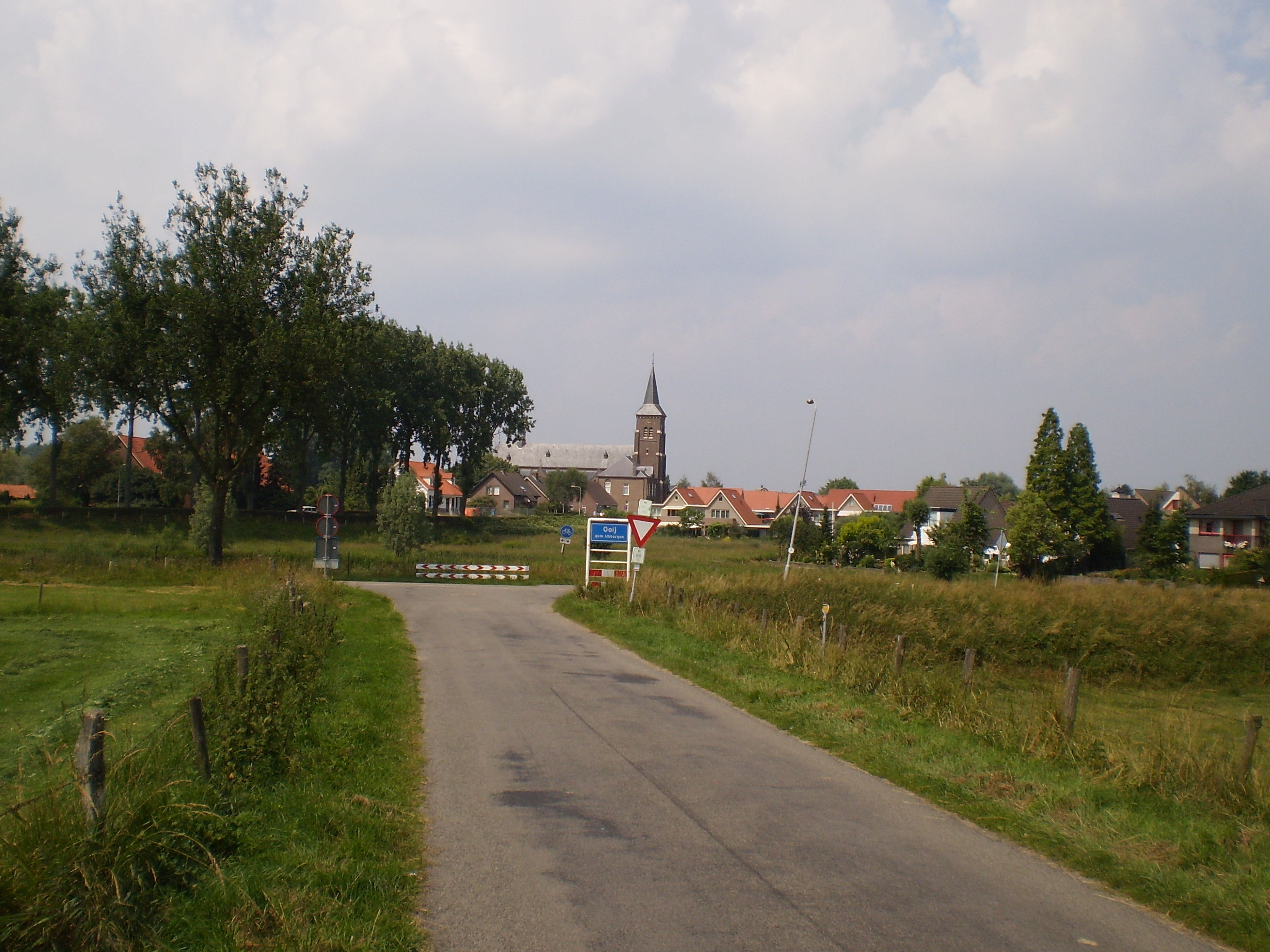
Blik op Ooij

Ooij is een dorp gelegen in het hart van de Gelderse Poort, in de Ooijpolder bij Nijmegen, in de gemeente Berg en Dal in de Nederlandse provincie Gelderland.
De omgeving van Ooij staat bekend om zijn natuur. Het in Ooij gelegen hotel-restaurant "Oortjeshekken" was jarenlang de thuishaven voor de uitzendingen van Midas Dekkers.

## Geschiedenis
In de Middeleeuwen was Kasteel De Ooij het middelpunt van de gelijknamige heerlijkheid waarvan tegenwoordig nog delen van de voorburcht met de helft van het knechtenhuis, het stalgebouw en een duiventoren aanwezig zijn.
Tot 1 januari 1818 vormde Ooij samen met Persingen de gemeente Ooij en Persingen.
Tot en met 31 december 2014 was Ooij onderdeel van de gemeente Ubbergen. Op 1 januari 2015 ging die gemeente, en daarmee Ooij, op in de gemeente Groesbeek, sinds 1 januari 2016 Berg en Dal geheten.